# 二子玉川

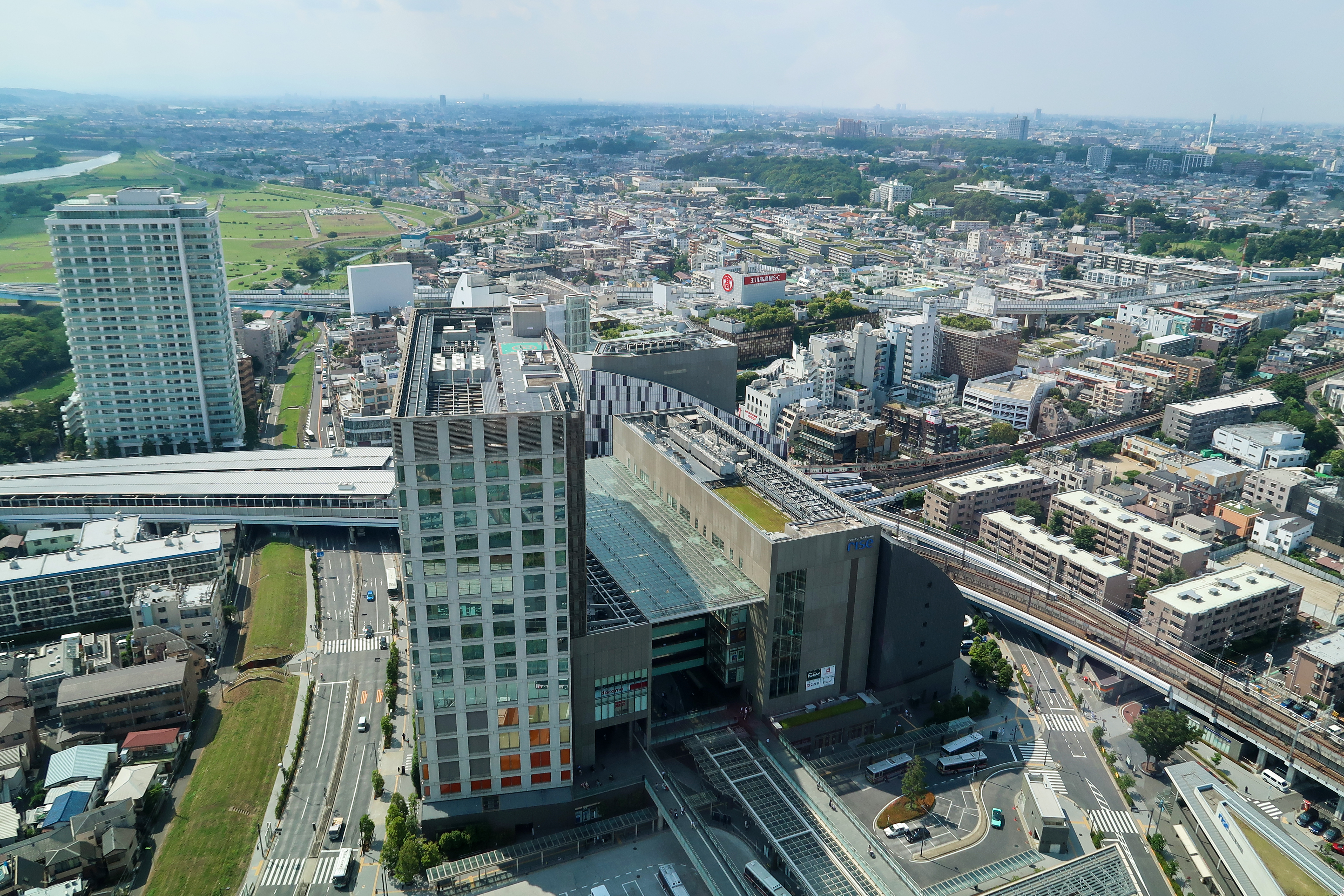
複合施設「二子玉川ライズ」

二子玉川（ふたこたまがわ）は、東京都世田谷区の地区。主に東急電鉄の二子玉川駅周辺を指す。略称は二子玉（にこたま）、二子（ふたこ）。
世田谷区の玉川と、多摩川を挟んで隣接している神奈川県川崎市高津区の二子を組み合わせた地名であり、二子玉川という行政上の地名は存在しない。二子玉川ライズや玉川高島屋S・Cをはじめとした玉川を中心に、その周辺の瀬田・上野毛・野毛辺りまでを指す。

## 概要

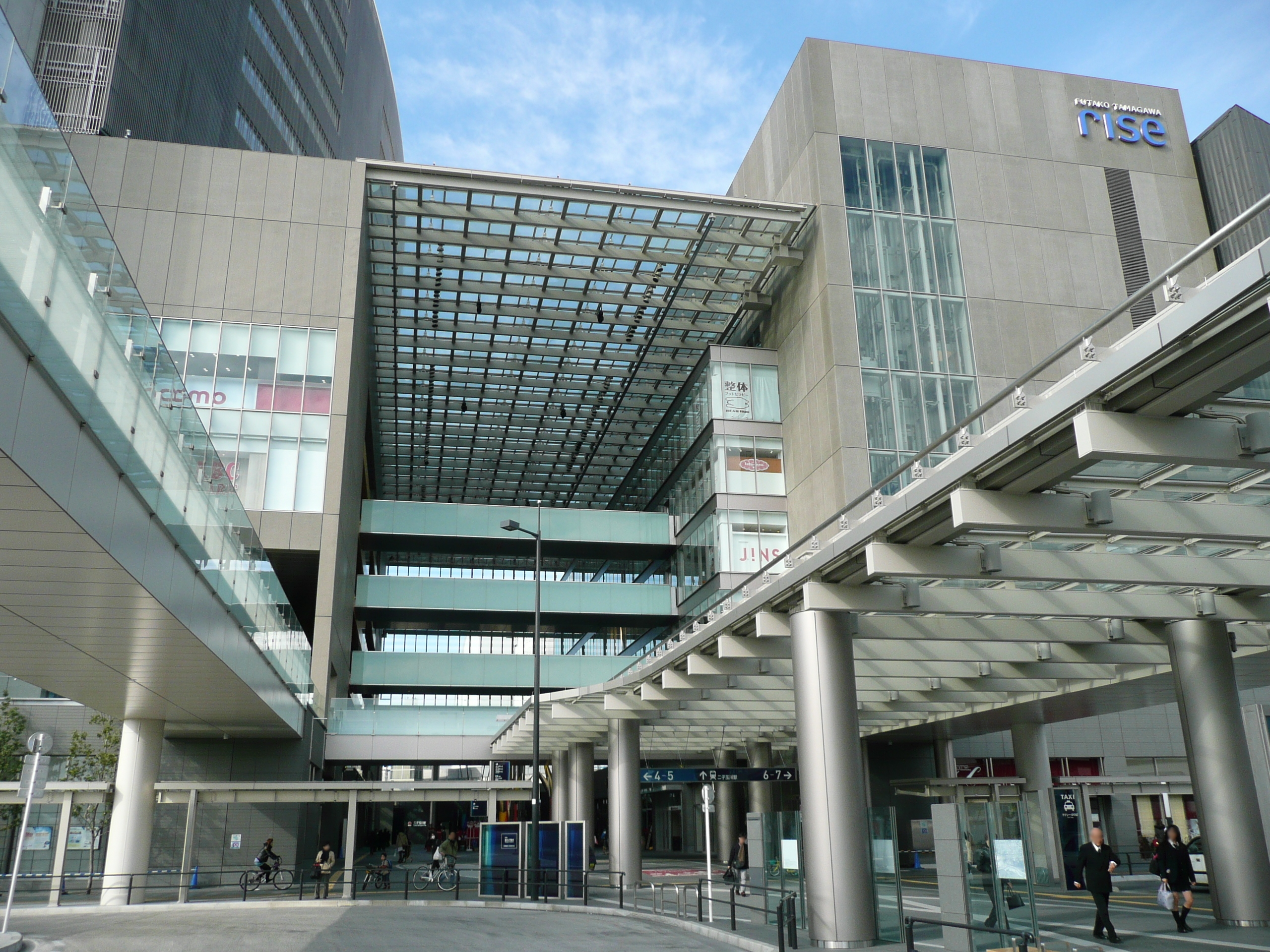
二子玉川ライズ・ショッピングセンター中央吹抜通路。写真中央奥が駅東口。

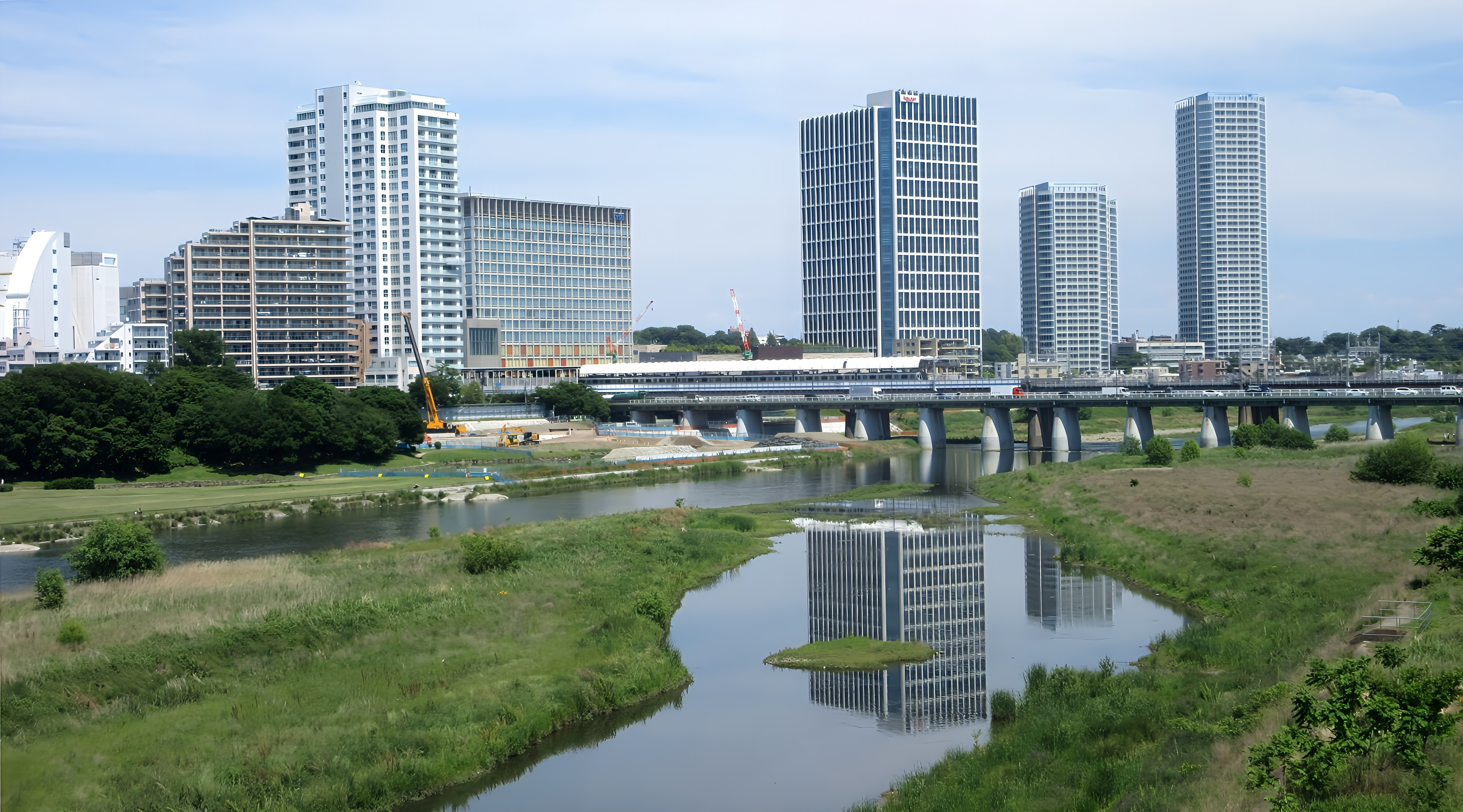
二子玉川ライズ全景（二子橋より撮影）

世田谷区の南西に位置し、北に緩やかな丘陵があり、南に多摩川が流れる。比較的緑が多く自然環境が残されている。そこに住宅地を中心とした街が形成され、二子玉川駅近辺は玉川高島屋S・Cをはじめとした商業施設が建ち並んでいる。
さらに近年では駅の東側を中心に市街地再開発が進められ、2011年には大型商業施設である二子玉川ライズショッピングセンターが開業した。さらに2015年には映画館「109シネマズ二子玉川」がオープンするなど、賑わいを見せている。

## 歴史
江戸時代には大山の阿夫利神社に参拝する人々が通る大山街道の宿場があり、多摩川の二子の渡しの船着き場付近には茶屋が集まっていた。明治以後、茶屋街は料亭街に変わり東京からの行楽客で賑わった。
東急玉川線（玉電）が開通すると住宅地として開発が進み人口が急増し、多摩川沿いに遊園地「二子玉川園」も開園した。戦後は大山街道と玉電の路面電車の輸送力が限界に達したため、道路の拡幅や鉄道の地下移設など大規模な交通インフラの整備が行われた。
現在では下北沢、三軒茶屋と並び、世田谷区の「広域生活拠点」に位置づけられている。
多摩川河川敷で毎年開催される「世田谷区たまがわ花火大会」も、この地域では夏の風物詩の一つとなっている。

### 二子玉川の名の由来
「二子玉川」の名は、かつて多摩川を挟んで川崎市側に存在した「二子村」と世田谷区側の「玉川村」に由来すると、二子玉川郷土史会は説明している（合成地名）。また同地付近にあった「二子の渡し」にも深い関連がある。なお現在も、多摩川の対岸にあたる神奈川県川崎市高津区には「二子」（ふたご）という町名が存在するが、一般的に「二子玉川」と呼ばれる区域の対象には含まれない。駅名は当時同地にあった二子塚古墳にちなみ、大井町線（現：東急大井町線）開業時に目黒蒲田電鉄が名付けた。

## 玉川髙島屋S・C
駅西口前に大型ショッピングセンター（SC）である玉川髙島屋S・Cが存在する。同店は1969年11月11日、百貨店である「玉川髙島屋」を中心に120の専門店とモータリゼーションを予見した大型駐車場を備えた、日本初の郊外型ショッピングセンターとして開業した。
なお、1968年7月に大阪府堺市にイズミヤ百舌鳥SCが開業しており、それ以前にもSC形態の店舗として、1968年4月に大阪府岸和田市にイズミヤ岸和田店、1964年に大阪府豊中市でダイエー庄内店が開業していることから、「日本初の郊外型SC」か否かは諸説ある。
当時、髙島屋は出店地の選定にあたり、東京の城南方面を商圏としてカバーしたいと考えていた。そこで自由が丘と二子玉川が候補になったが、多摩川の眺望の良さや当時の地価がそれほど高くなかったこと、また当時は二子玉川園があり城南方面の家族連れで賑わっていたことなどが決め手となり、二子玉川への出店が決定された。
日本でショーウィンドーを早くから採用した同店は郊外SCの先駆となり、1970年代後半に入ると同店を参考にした郊外SCが爆発的に増え始めた。
なお、1996年10月4日に新宿駅南口にタカシマヤタイムズスクエア（新宿髙島屋）が開業するまで、髙島屋系列で城南方面をカバーする店舗は当SCのみであった。
二子玉川駅西口周辺は、髙島屋S・Cを中心として街が形成された。週末になると近隣の住宅地からの来店が目立つ。かつて、現在ガーデンアイランドが存在する場所に玉川高島屋の駐車場が存在し、既存の駐車場の受け皿としての機能を果たしていたが、ガーデンアイランドの建設により、駐車場が大幅に少なくなったことや、川崎市方向に繋がる大山街道が2車線の狭い道路であり、またその反対方向である世田谷方向は上り坂に加え、246号線との合流地点があり、その先には環状8号線と246号線が交わる地点もあることから、玉川髙島屋周辺では週末になると慢性的な交通渋滞を引き起こしている。
1998年6月に開館した別館である、ガーデンアイランドは、2024年5月19日を最終営業日として、閉館することとなった。

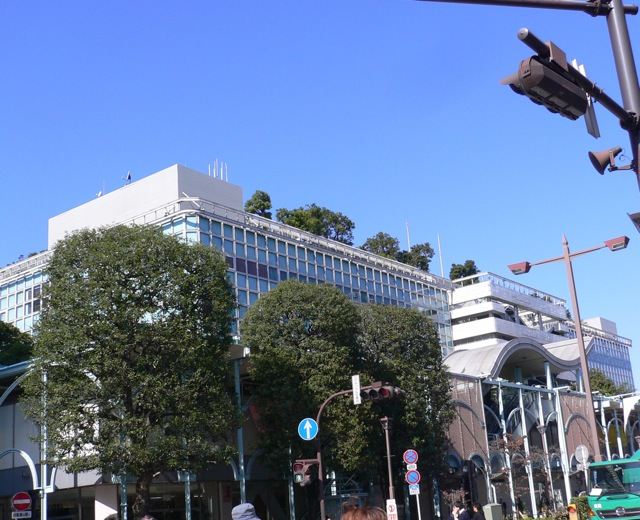
玉川髙島屋S・C 本館
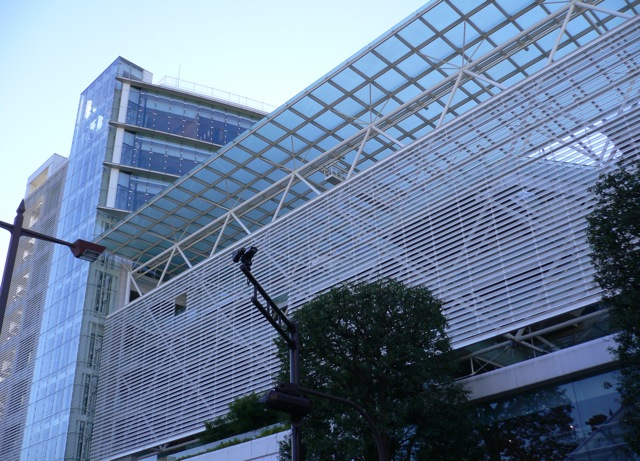
玉川髙島屋S・C 南館
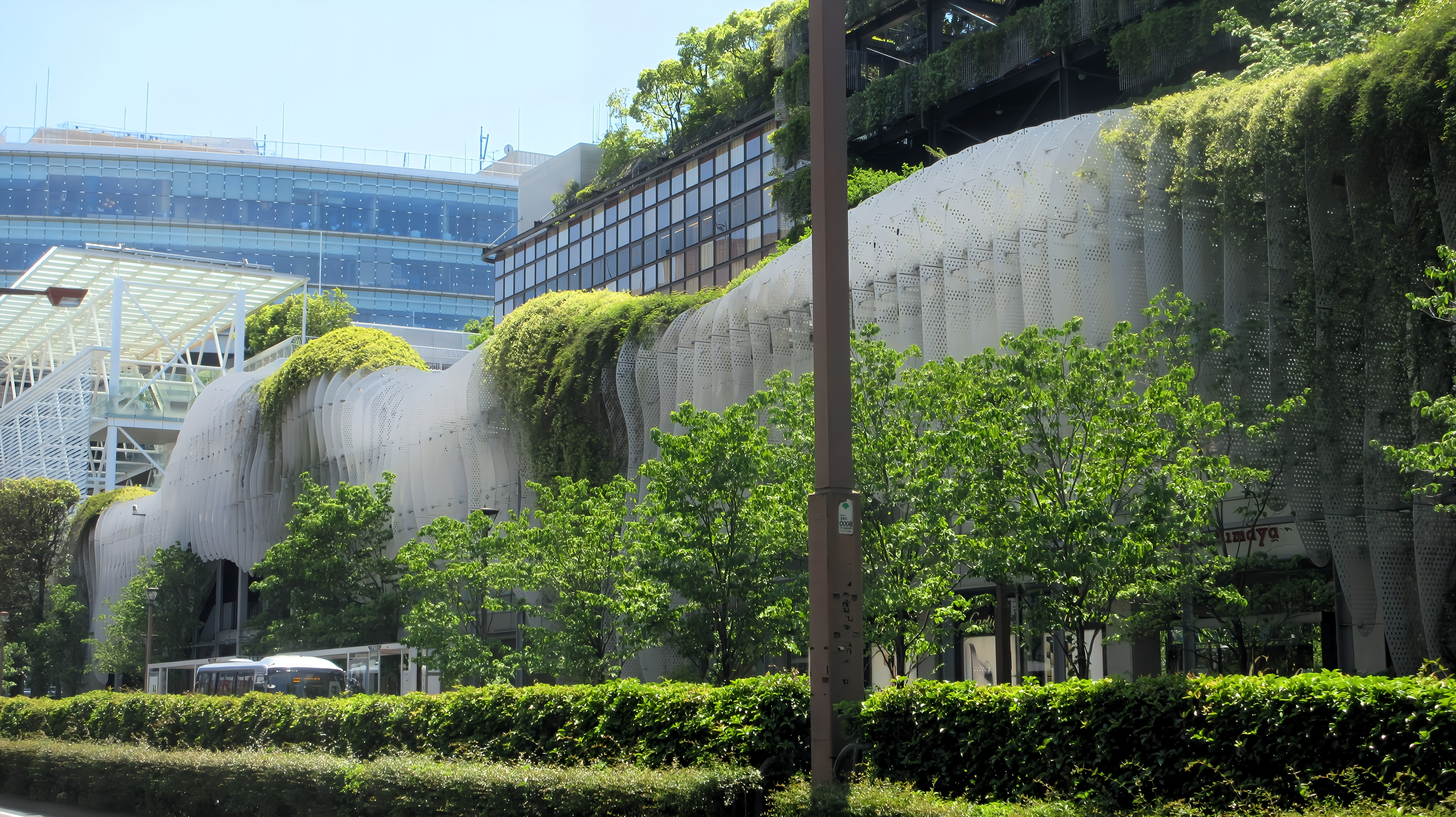
玉川髙島屋S・C本館ファサードの改修後の姿

## 東地区再開発

### 再開発の背景

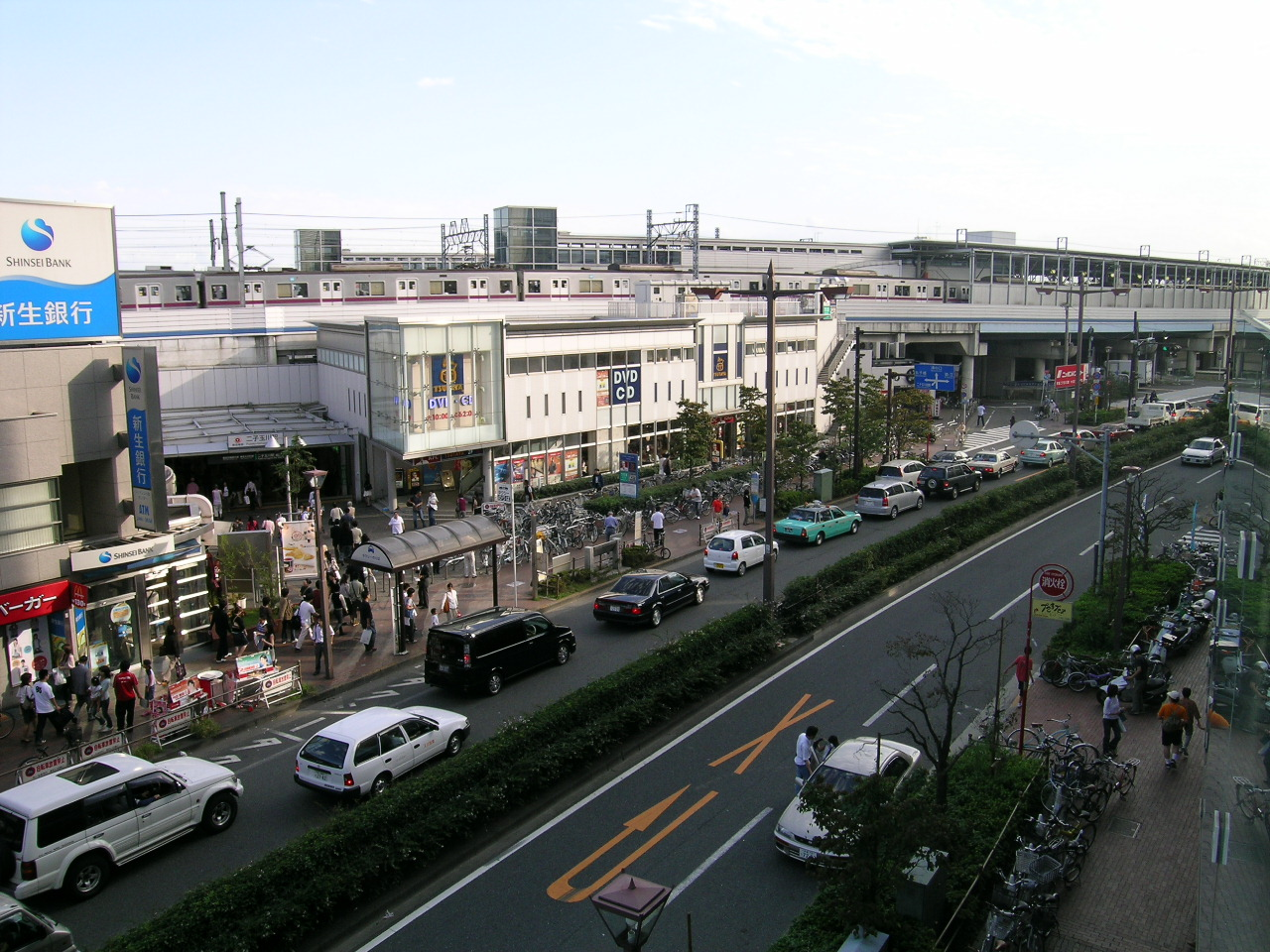
再開発前の二子玉川駅西口（2006年9月）

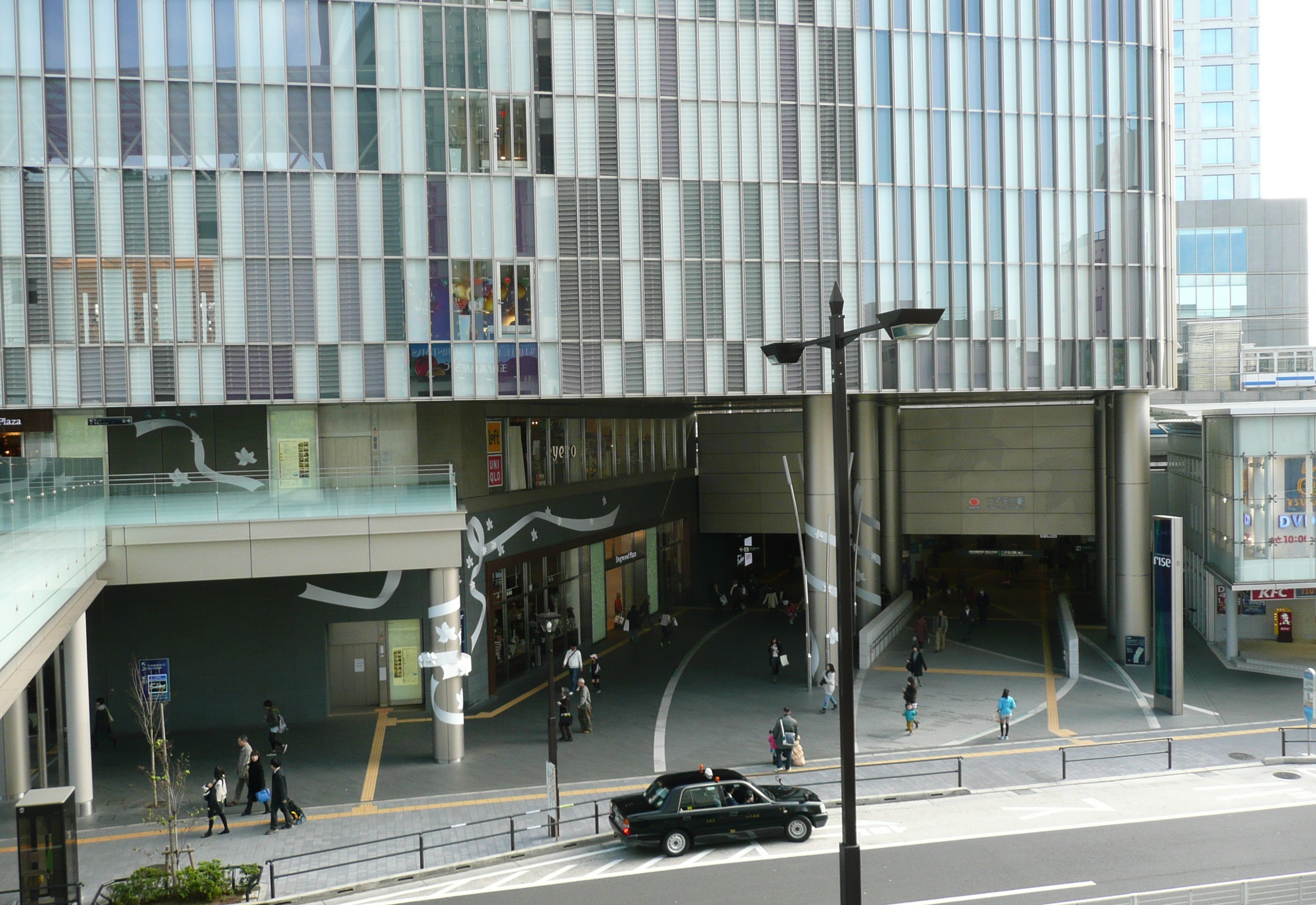
再開発後の二子玉川駅西口（2011年11月）

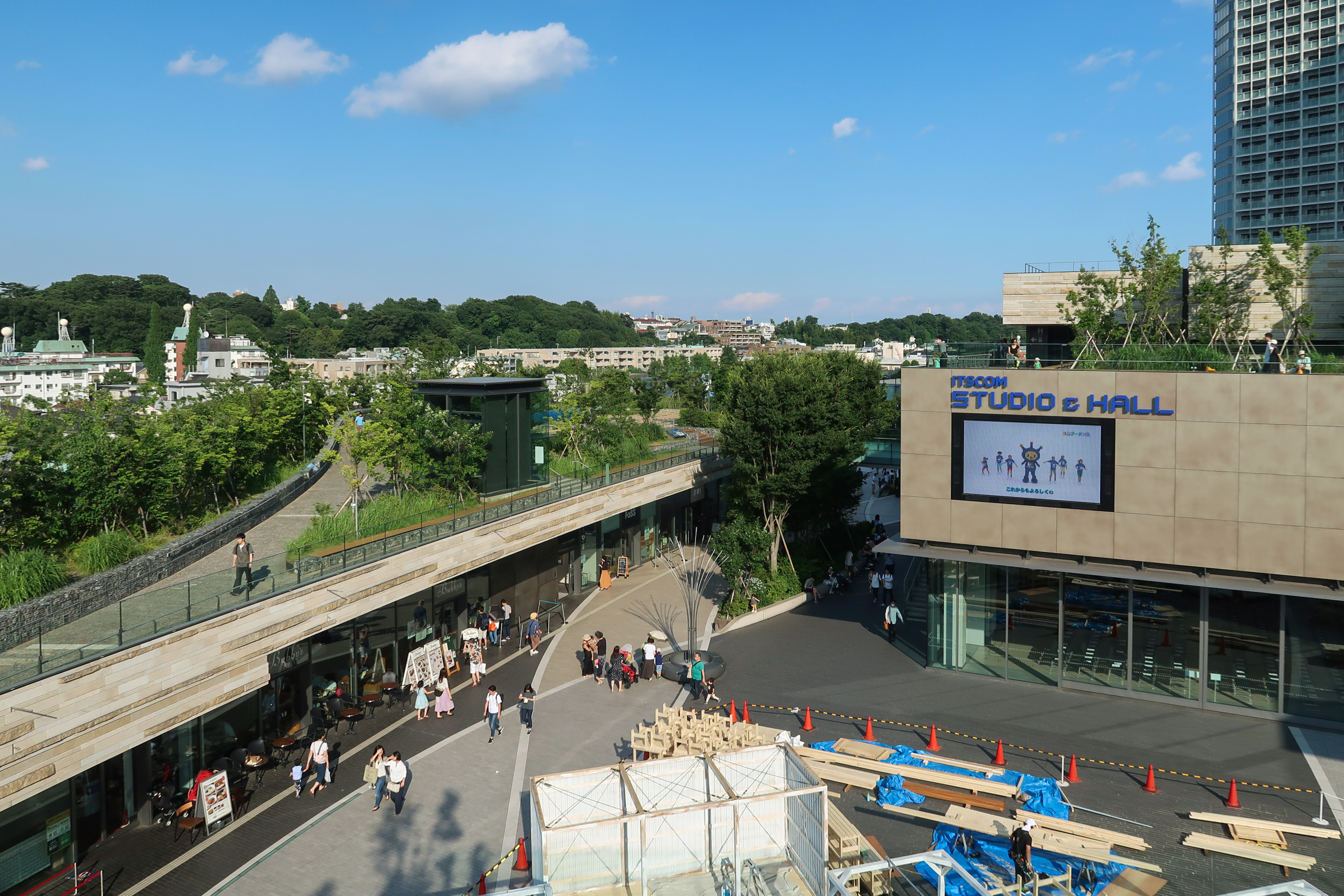
二子玉川ライズ

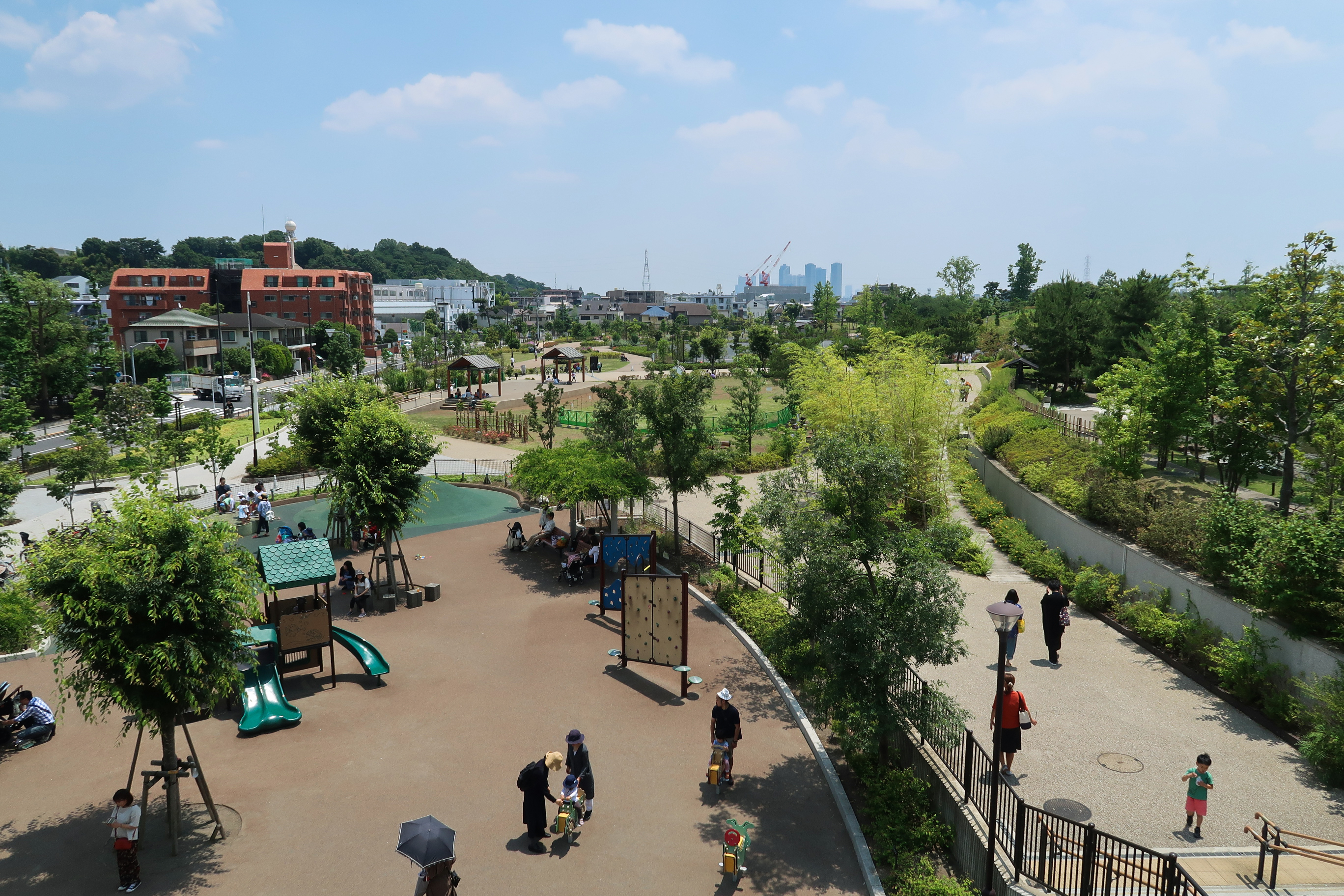
二子玉川公園

かつて二子玉川駅東口周辺は、西口側の繁栄に比べると人通りも少なかった。1982（昭和57）年に東地区の地元有志が集まって「再開発を考える会」を発足。それを契機に再開発の機運が高まる一方で、世田谷区が二子玉川を広域生活拠点に位置づけたことにより、地域と行政が一体となって災害に強く活気あるまちづくりを行うことが強く期待されるようになった。その後、経済停滞に伴う計画の見直しや、景観保存のための反対運動などを経たが、2000（平成12）年には都市計画決定、2005年3月に東京都より第1期事業施行地区の事業認可を得た。名称は「二子玉川東地区第一種市街地再開発事業」で、東急不動産などが主体となり「二子玉川東地区市街地再開発組合」が発足した。
再開発のテーマは「国分寺崖線の豊かな緑を基とした自然と都市の調和」。計画面積は11.2ha（うち第1期は8.1ha）で、民間再開発としては都内最大規模である。対象区域は駅周辺から南東方向に多摩川に平行する形状で、東西の長さは約1kmとなっている。総事業費は約1,500億円。
再開発計画では、駅ビルおよび駅ビルに隣接する3つの商業棟と1つのオフィス棟の合計4棟を軸としたI街区、超高層の商業棟とホテルを軸としたII街区、3棟の超高層マンション（最高150m）を軸としたIII街区とに分けられ、さらに南東側に区立公園の整備が計画された。

### 周辺道路の整理
駅東口側ロータリーを含むこの一帯は、駅前から二子玉川園跡地までは歩道がほとんどない狭小道路にもかかわらず駅前商店街となっており、人通りや東急バス・小田急バスなどの路線バスを含めた自動車交通量が多かった。
再開発を見越して銭湯「玉川湯」は2003年7月に廃業し、東横学園二子幼稚園は2004年に移転。計画が認可されてからは、東急ストアと東急ハンズ二子玉川店が2006年6月に閉店し、一帯の街区整理に入ると商店の一部は一時的に退去した。また、この再開発による世田谷区から要請で、東急自動車学校が2009年12月に多摩市へ移転した。
玉川税務署の北側まで来ていた駒沢通りを拡幅の上延伸させるとともに、税務署の南側の道路も拡幅し、これを玉川髙島屋前の玉川通りに直結させた。そしてこの道路に面したI街区とII街区の間にバスターミナルを中心とした新たな駅前交通広場が整備された。公道変更に伴って東急バスの玉11系統は路線を変更、「玉川高校前」「東急自動車学校前」の停留所を廃して「ライズ・プラザモール前」を新設した。かつて玉川4丁目の玉電砧線跡の緑道に面した位置にあった二子玉川郵便局は、2012年にロータリー前の大井町線高架下付近に移転した。

### 二子玉川ライズの建設工事
工事は2期に分かれて行われた。
第1期工事は、まず2007年には立ち退きに同意した建物の解体工事が行われ、駅入口付近などに立ち退いた商店の仮設店舗が開業した。同年末にはI-b街区の予定地にあった建物はほとんど解体され、翌年1月にIII街区の基礎工事が開始された。
同年6月ごろまでにはIII街区の基礎工事はほぼ完了し仮設バスターミナルや周辺道路の整理を行い、I-b街区の基礎工事を開始した。その後2009年7月にIII街区の高層棟が上棟。2010年5月にIII街区の高層棟の引渡しを開始、同年7月に低層棟も引渡された。2011年3月には、Ia街区、Ib街区の竣工を迎え、第1期工事を完了し、東側再開発の対象地域全体は、「二子玉川ライズ」と命名された。
第2期工事は、まず2010年4月にはIIb街区が「二子玉川ライズ・バーズモール」として、およびIb街区の北棟が「二子玉川ライズ・オークモール」として先行オープンした。続く5月からはIII街区が「二子玉川ライズタワー&レジデンス」としてオープンし順次入居が開始された。そして2011年3月には、Ia街区が「ドッグウッドプラザ」として、およびIb街区が「二子玉川ライズ・ショッピングセンター」「二子玉川ライズ・オフィス」として、Ia街区とIb街区の間にあり二子玉川駅改札口の前の高架下に当たる場所の鉄道街区が「二子玉川ライズ・ステーションモール」としてオープンした。2015年3月にも、最後に残るIIa街区が完成し、「二子玉川ライズ・テラスマーケット」、109シネマズ二子玉川、二子玉川エクセルホテル東急がグランドオープンした。

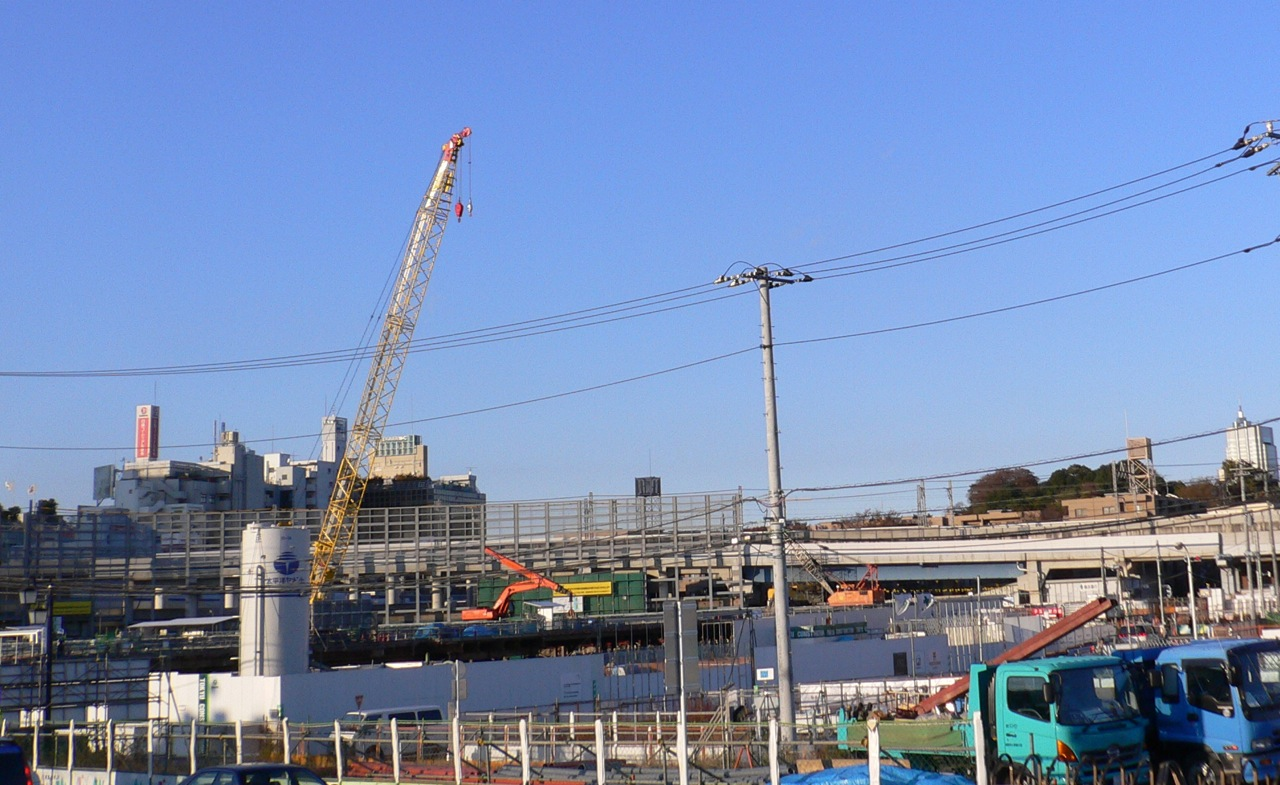
建設中の再開発区域のようす。
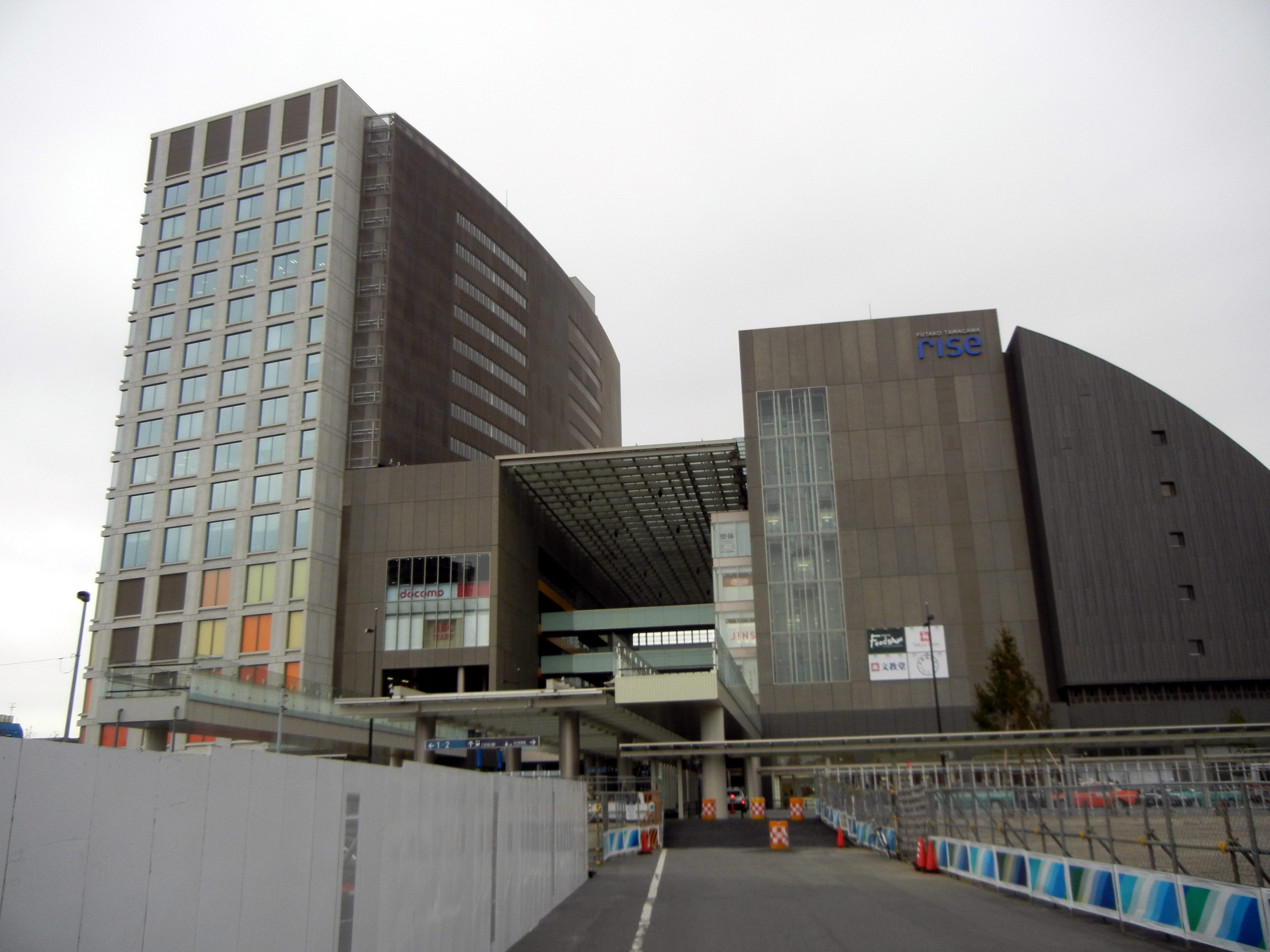
二子玉川ライズ・ショッピングセンターを南側より望む。
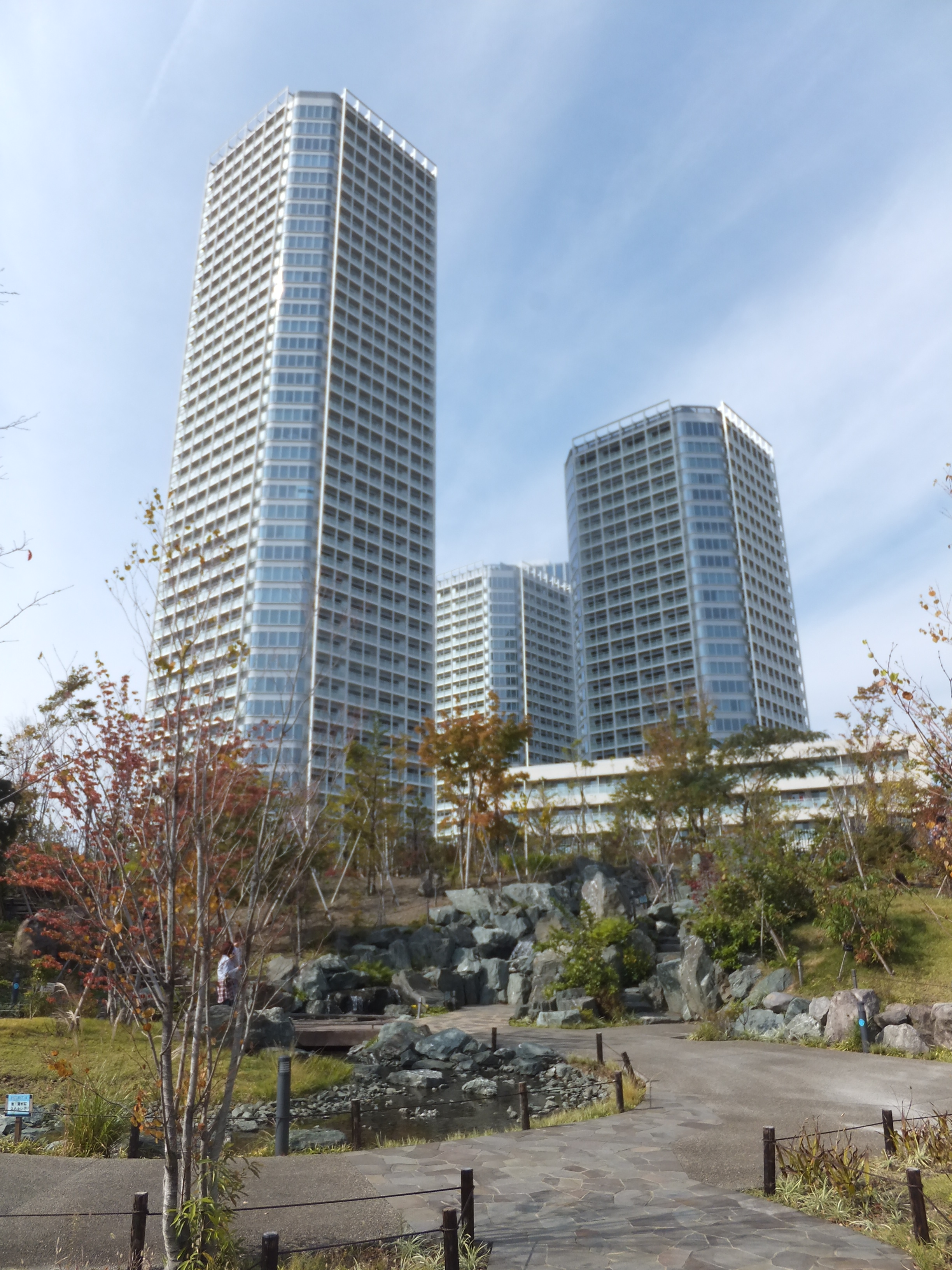
再開発により誕生した高層マンション「二子玉川ライズ タワー＆レジデンス」。

### 二子玉川公園の新設
III街区のさらに南東側は、かつて東急自動車学校（自動車教習所）や東急ゴルフガーデン（ゴルフ練習場）、東急スポーツガーデン（テニスコートなど）があった場所である。これらも相次いで移転もしくは営業を中止、隣接していた都立玉川高校も2008年3月で閉校し（建物は現在東京都公文書館が仮入居中）、これらの中央を横切っていた公道を撤去。南側を多摩川の堤防部分と一体化させ、多摩堤通りをトンネル化（2011年10月完成）した。
これらの跡地には、地域住民の憩いを目的とした6.3haの規模を持つ東京都市計画公園事業の「二子玉川公園」として2013年に一部完成（拡張部は2014年に完成）、2015年3月の「二子玉川ライズ・テラスマーケット」の完成により、I街区からIII街区の先である二子玉川公園まで1本の陸橋「リボンストリート」で結ばれた。

### 年表
- 2011年（平成23年）
  - 3月8日 - 二子玉川ライズ内ガレリアで、第1期事業竣工披露会を開催[15]。
  - 5月12日・5月15日 - 第2期事業について、各種条例に基づく説明会を開催[15]。
  - 7月28日 - 第2期事業について、建築基準法第48条による公聴会を東京都で開催[15]。
  - 9月30日 - 第2期事業について、東京都から建築基準法第48条第5項のただし書きに基づく許可を受ける[15]。
  - 10月3日 - 第1期事業で建設された「二子玉川ライズ タワー&レジデンス」が、2011年度グッドデザイン賞住宅部門を受賞[15]。
  - 12月8日 - 第2期事業再開発組合インフォメーションプラザを開設[15]。
  - 12月20日 - 第2期事業について、建築工事説明会を開催[15]。
- 2012年（平成24年）
  - 1月12日 - 二子玉川東第二地区第一種市街地再開発事業（第2期事業）が着工[15]。
  - 1月13日 - 二子玉川東第二地区第一種市街地再開発事業（第2期事業）着工式を開催[15]。
  - 6月28日 - 第1期事業再開発事業差止請求訴訟について、最高裁判所が上告棄却を決定、事業差止請求訴訟が結審[15]。
  - 10月31日 - 二子玉川東地区市街地再開発組合（第1期事業組合）が東京都から組合解散認可を受ける[15]。
  - 12月10日 - 第2期事業の工期が短縮され、竣工予定が2015年（平成27年）6月から4月に繰り上げられる[15]。
- 2013年（平成25年）
  - 3月29日 - 二子玉川東地区市街地再開発組合（第1期事業）が清算結了となり消滅[15]。
  - 7月30日 - 第2期事業について、建築基準法第48条による公聴会を東京都で開催[15]。
  - 10月1日 - 駐車場の出入口を変更[15]。
  - 10月4日 - 東京都から建築基準法第48条第5項のただし書きに基づく許可を受ける[15]。
  - 12月19日 - 第5回事業計画変更認可[15]。
- 2014年（平成26年）
  - 2月28日 - 再開発事業パンフレットが新しいものになる[15]。
  - 5月8日 - 第2期事業で開業する商業施設の名称を「二子玉川ライズ・ショッピングセンター・テラスマーケット」に決定。
  - 5月8日 - 公益財団法人日本生態系協会から生物多様性の保全・回復に資する取り組みを評価する「JHEP認証」最高ランクAAAを受ける[15]。これを記念してパンフレット「ランドスケープブック」を制作[15]。
  - 10月31日 - 建築物の国際的な環境性能評価であるLEED ND[16]「まちづくり部門」で日本初となるゴールド予備認証を取得[15]。
  - 11月7日 - LEED予備認証取得を記念してリーフレット「環境配慮への取り組み」を制作、インフォメーションプラザで配布[15]。
- 2015年（平成27年）
  - 4月23日 - 二子玉川ライズ・テラスマーケットの開業に伴い、17時をもってインフォメーションプラザを閉鎖[15]。
  - 4月24日 - 二子玉川ライズ・テラスマーケットが開業、二子玉川ライズがグランドオープン。リボンストリート開通式を開催[15]。
  - 8月27日 - 二子玉川ライズ・タワーオフィスが、LEED NC「新築ビル部門」でゴールド認証を取得[15]。
  - 10月1日 - 二子玉川東第二地区市街地再開発組合事務所が、二子玉川ライズ内へ移転[15]。
  - 11月20日 - 二子玉川ライズが、LEED ND「まちづくり部門」で世界初となるゴールド本認証を取得[15]。
- 2016年（平成28年）
  - 12月12日 - 二子玉川東第二地区市街地再開発組合（第2期事業組合）が、東京都から組合解散認可を受ける[15]。
- 2017年（平成29年）
  - 3月30日 - 二子玉川東第二地区市街地再開発組合（第2期事業組合）が清算結了となり消滅[15]。

## 二子玉川の自然
二子玉川の周辺には多摩川とその河川敷、さらに生活圏内には砧公園や等々力渓谷など、都会では貴重な自然が比較的多く残っている。コイやナマズといった大型魚類を含む淡水魚、鴨や白鷺といった鳥類の姿も見られる。緑地には運動場のほか整地されていない原野（原っぱ）もある。特に河原にある兵庫島公園周辺にはそのような緑地が多い。魚釣りも楽しめるので釣り人の姿もある（ただし入漁料を払う制度となっている）。写真にある兵庫橋は野川に掛かる橋で、駅から緑地に行くための主なルートの一つとなっている。春から夏・秋にかけては、河原周辺で川遊びなどを楽しむ人の姿も多く見られる。特に二子橋の橋梁下付近では、土日になると早朝から大勢の人が詰めかけ大変混雑する。

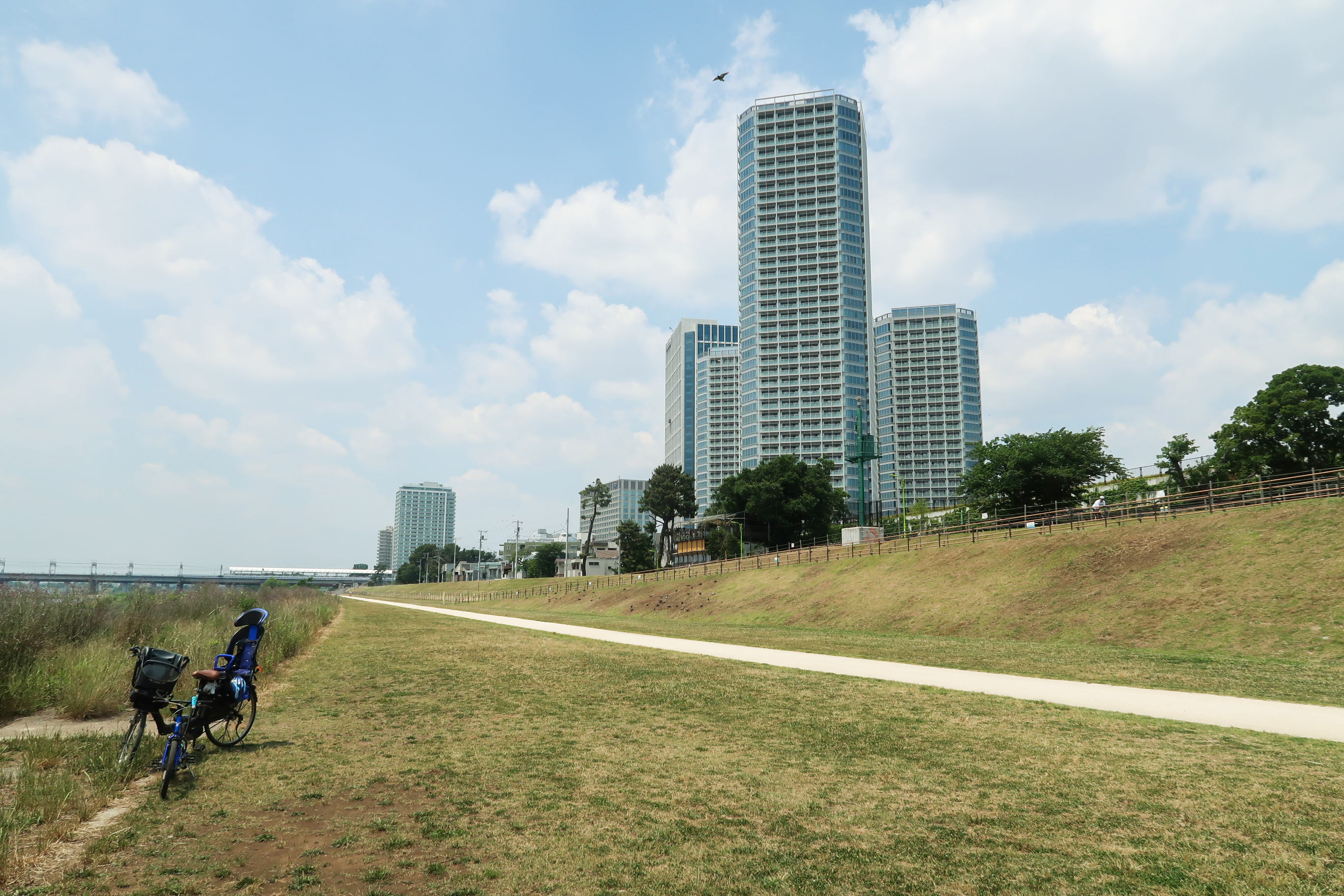
多摩川の河川敷
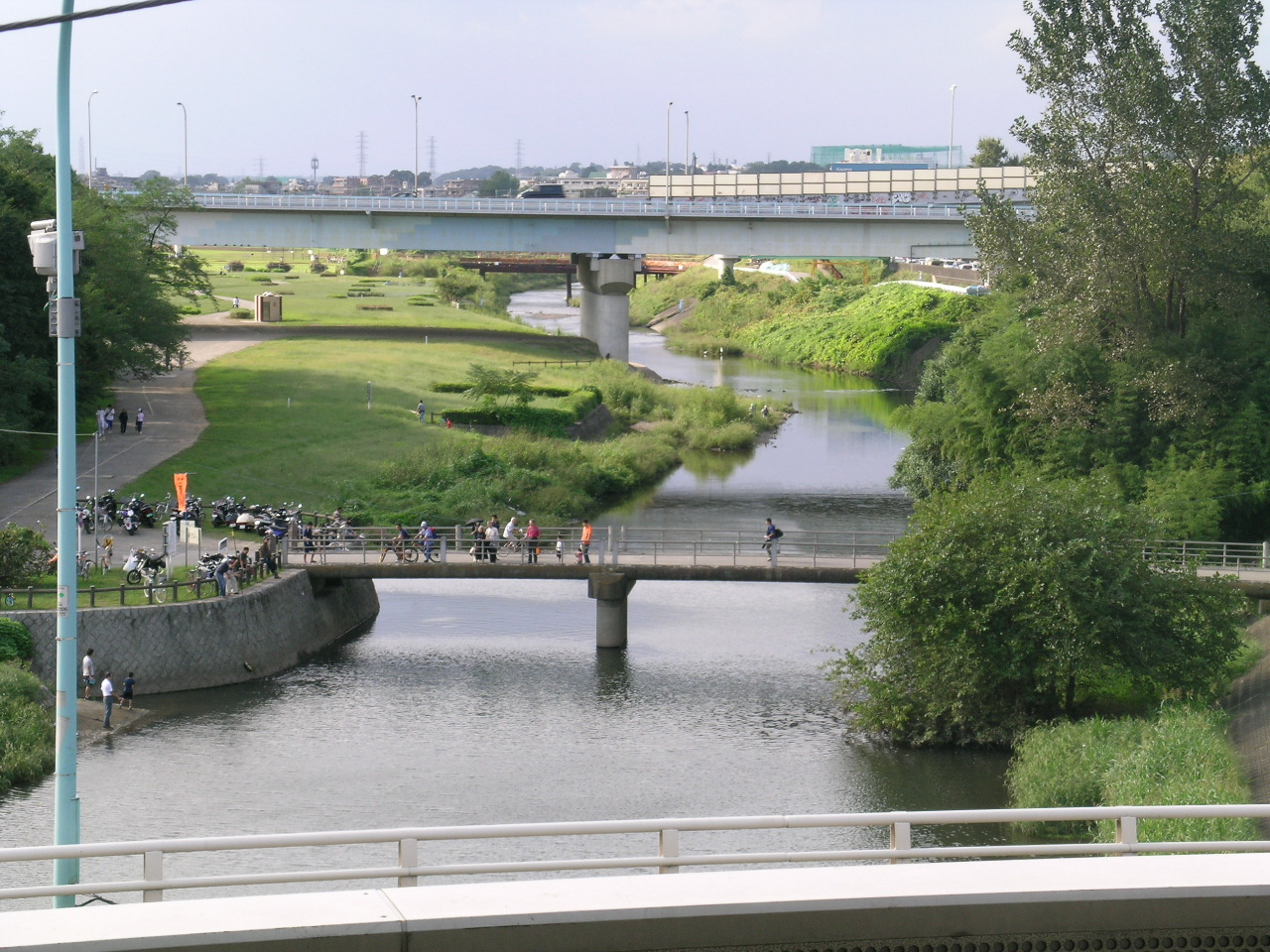
兵庫橋と野川

## 一般道路
- 国道246号（玉川通り）
- 東京都道11号大田調布線（多摩堤通り）
- 駒沢通り

## 鉄道路線
- 東急電鉄田園都市線
- 東急電鉄大井町線
- エイトライナー ｰｰｰ 同地区を対象とした路線構想